# Nacimos pa morir
Nacimos pa morir è un singolo del rapper portoricano Anuel AA, pubblicato l'8 maggio 2015.

## Tracce
1. Nacimos pa morir – 3:08